# Albedo

Luce solare riflessa diffusa rispetto a varie condizioni di superficie

L'albedo (dal latino albēdo, "bianchezza", da albus, "bianco") di una superficie è la frazione di luce o, più in generale, di radiazione solare incidente che è riflessa in tutte le direzioni. Essa indica dunque il potere riflettente di una superficie. L'esatto valore della frazione dipende, per lo stesso materiale, dalla lunghezza d'onda della radiazione considerata. Se la parola albedo viene usata senza ulteriori specifiche, si intende riguardare la luce visibile. Si misura attraverso un albedometro.
L'albedo massima è 1, quando tutta la luce incidente viene riflessa. L'albedo minima è 0, quando è nulla la frazione della luce riflessa. In termini di luce visibile, il primo caso è quello di un oggetto perfettamente bianco, l'altro di un oggetto perfettamente nero. Valori intermedi significano situazioni intermedie.
L'albedo della neve fresca arriva fino a 0,9. Il carbone ha un'albedo molto bassa. Una lavagna ha un'albedo di circa 0,15. L'albedo si può anche misurare in percentuale, ponendo 1 uguale a 100%. La Terra ha un'albedo media di 0,37-0,39, o equivalentemente del 37%-39%.

## Relazione tra albedo e temperatura
La maggiore o minore radiazione incidente riflessa, e il conseguente rispettivamente minore o maggiore assorbimento, possono influenzare la temperatura di un corpo. È infatti sufficiente pensare alla radiazione IR che influenza direttamente le vibrazioni molecolari (e quindi la temperatura di un corpo), ma anche la frazione nel visibile assorbita può causare un aumento della temperatura: se infatti una molecola assorbe tale radiazione fotopromuove un elettrone a uno stato energetico maggiore. Questo stato eccitato così formatosi può disattivarsi, tornando allo stato fondamentale, principalmente attraverso meccanismi non radiativi che prevedono la cessione di calore all'intorno in modo da disperdere l'energia acquisita con l'assorbimento di radiazione. In totale il processo di assorbimento ha quindi portato alla conversione di energia radiativa (per la legge di Bohr: E=hν, dove E è l'energia del fotone, h la costante di Planck e v la frequenza della radiazione) in energia termica, portando anche a un aumento dell'entropia del corpo seguendo il secondo principio della termodinamica.
Per dare un altro esempio, il territorio dello Stato del Belgio è considerevolmente più caldo dell'aperta campagna francese che si trova immediatamente a sudovest, a causa degli effetti di una differente albedo. Le regioni più fredde della Terra, ricche di neve, oltre ad avere poca luce ne assorbono una parte trascurabile a causa dell'albedo della neve, ma la relazione tra temperatura e albedo è in realtà più evidente nelle regioni tropicali, perché i tropici ricevono molta più luce dal Sole. Il fenomeno si mostra anche su scala minore. È esperienza comune che le persone che indossano abiti scuri d'estate sentono più caldo di quelle che indossano abiti chiari.

## Valori di albedo tipiche
| Superficie                      | Valore di albedo tipico |
| ------------------------------- | ----------------------- |
| Asfalto fresco                  | 0,04                    |
| Oceano aperto                   | 0,06                    |
| Asfalto consunto                | 0,12                    |
| Foresta di conifere (In estate) | 0,08, da 0,09 a 0,15    |
| Latifoglie                      | 0,15-0,18               |
| Suolo libero                    | 0,17                    |
| Erba verde                      | 0,25                    |
| Sabbia del deserto              | 0,40                    |
| Cemento fresco                  | 0,55                    |
| Ghiaccio oceanico               | 0,5–0,7                 |
| Neve fresca                     | 0,80–0,90               |

L'albedo di una foresta di pini a 45° nord di latitudine, che copre interamente la superficie, è di appena il 9%, tra le più basse di un ambiente naturale di terraferma. Questo basso valore deriva in parte dal colore dei pini, e in parte dalle differenti riflessioni multiple della luce in mezzo agli alberi fino all'assorbimento totale, che diminuisce la quantità di luce riflessa verso l'alto. L'albedo di un oceano, grazie al fatto che la luce penetra nell'acqua, è ancora più bassa: circa il 3,5%, ma può cambiare al variare dell'angolo di incidenza della radiazione. I cespugli densi stanno tra il 9% e il 14%. Un prato è attorno al 20%. Un terreno arido ha un'albedo che dipende dal colore del suolo, e può essere bassa fino al 9% o alta fino al 40%, con i campi coltivati che si collocano attorno al 15%. Un deserto o una grande spiaggia si collocano in genere attorno al 25%, con grandi variazioni dovute ai diversi colori della sabbia.
Le strutture urbane hanno valori di albedo molto diversi, perché le strutture artificiali spesso assorbono la luce prima che essa possa raggiungere la superficie. Nelle parti settentrionali del mondo, le città sono spesso molto scure, e Edward Walker ha mostrato che la loro albedo media è di circa il 7%, con un piccolo incremento durante l'estate. Nelle nazioni tropicali, le città hanno un'albedo attorno al 12%. I differenti valori derivano direttamente da differenti materiali e stili di costruzioni.
La neve fresca appena caduta su un paesaggio uniforme ha un'albedo del 90%. Una distesa di neve compatta (ad esempio, le pianure dell'Antartide) si colloca attorno all'80%.
Poiché gli alberi sono così efficienti nell'assorbire energia luminosa (tramite fotosintesi e riflessioni multiple del fogliame e con variabilità tra le varie specie arboree), sembrerebbe logico aspettarsi un raffreddamento della Terra nel suo insieme tagliando le foreste. Gli effetti in realtà non sono così semplici, e ci sono prove sia pro sia contro quest'ipotesi. Alcuni pensano che non sia vero perché, nelle regioni tropicali, il suolo libero ha un'albedo minore e assorbe perciò ancora più calore degli alberi. Le foreste tendono inoltre a formare molte nubi sopra di esse (a causa dell'evapotraspirazione delle piante), e le nubi hanno un'albedo più alta. È però vero che ambienti senza alberi in regioni fredde, spesso coperti di neve, hanno un'albedo tra il 10% e il 50% più alta di regioni vicine, ma contenenti foreste, e che le temperature alle medie latitudini sono più fredde fino a 11 °C in regioni desolate. Vicino ai poli, la differenza tende a scomparire perché diminuisce molto l'ammontare totale di luce incidente.
Se un'area parzialmente coperta di neve si riscalda, la neve tende a fondersi, abbassando l'albedo e portando quindi a una fusione ancora maggiore. Quest'effetto è la base di partenza per i modelli che prevedono un forte riscaldamento dei poli e delle regioni coperte stagionalmente di neve a causa del riscaldamento globale.
In effetti, i pochi sostenitori rimanenti del vecchio piano dell'Unione Sovietica di sciogliere il Mar Glaciale Artico si basano soprattutto sull'argomento che, una volta sciolto il ghiaccio, le temperature non diventerebbero mai così fredde da farlo ghiacciare nuovamente. La loro teoria è probabilmente falsa, perché i modelli climatici hanno mostrato che le temperature rimarrebbero sotto lo zero per la maggior parte dell'anno. Una volta formatosi del ghiaccio in inverno, la sua alta albedo contribuirebbe a tenerlo freddo anche d'estate. La temperatura media del Polo Nord in luglio è stimata a circa -1 °C, e si pensa che senza una calotta di ghiaccio salirebbe a circa 6 °C.
Le nuvole sono un'altra sorgente di albedo che gioca un ruolo nei modelli di riscaldamento globale. Tipi differenti di nuvole hanno un'albedo molto differente, compresa in teoria tra 0% e 70%.
Non si sa se l'accumulo di particelle inquinanti scure possa avere l'effetto di diminuire l'albedo delle nuvole, contribuendo a scaldare la Terra. Durante gli incendi dei pozzi petroliferi del Kuwait nel 1991, le temperature nel deserto scesero in media di 7 °C durante i periodi di maggiore copertura. I dati sono quindi contrastanti.
Il particolato influisce anche sull'albedo. L'effetto è però tuttora ancora incerto. Le particelle riflettono la luce solare (effetto diretto) ma modificano indirettamente anche la dinamica delle nuvole (albedo e durata della vita, entrambi aumentano). Il particolato depositatosi sul ghiaccio, oltre a far diminuire l'albedo, aiuta a scioglierlo più rapidamente, come è stato osservato per alcuni ghiacciai.
Estese fioriture di alghe verdi caratteristiche del fenomeno della neve rossa influiscono sulla diminuzione di albedo.